# كورت هيلر
كورت هيلر (بالألمانية: Kurt Hiller)‏ هو كاتب وصحفي وسياسي ألماني، ولد في 17 أغسطس 1885 في برلين في ألمانيا، وتوفي في 1 أكتوبر 1972 في هامبورغ في ألمانيا.

## وصلات خارجية
- كورت هيلر على موقع مونزينجر (الألمانية)